# The Runners Four
The Runners Four è il settimo album in studio del gruppo musicale statunitense Deerhoof, pubblicato nel 2005.

## Tracce
1. Chatterboxes – 2:32
2. Twin Killers – 2:16
3. Running Thoughts – 3:45
4. Vivid Cheek Love Song – 2:14
5. O'Malley, Former Underdog – 2:16
6. Odyssey – 2:55
7. Wrong Time Capsule – 2:52
8. Spirit Ditties of No Tone – 4:07
9. Scream Team – 2:40
10. You Can See – 3:20
11. Midnight Bicycle Mystery – 1:59
12. After Me the Deluge – 3:59
13. Siriustar – 4:37
14. Lemon and Little Lemon – 2:04
15. Lightning Rod, Run – 2:15
16. Bone-Dry – 2:15
17. News from a Bird – 1:23
18. Spy on You – 2:12
19. You're Our Two – 2:24
20. Rrrrrrright – 3:57

## Formazione
- John Dieterich – chitarra, voce
- Chris Cohen – basso , voce
- Satomi Matsuzaki – chitarra, voce
- Greg Saunier – batteria, voce